# Hij gaat voor C!
Hij gaat voor C! is een single in het kader van het voortbestaan van de Nederlandse omroep BNN.
Bart de Graaff wilde in 1997 met zijn omroep BNN de C-status behalen. Hiervoor diende hij 60.000 leden te hebben. Bart wist een groot aantal BN'ers op te trommelen die voor hem een promotiesingle inzongen. Deze gelegenheidsformatie stond bekend als BN'ers voor BNN. Een deel van de opbrengst ging naar het Ronald McDonald Kinderfonds. Het nummer is geschreven op de melodie van het nummer We Are the World.
Toen BNN in 2004 minimaal 150.000 leden nodig had om te kunnen blijven voortbestaan, werd de traditie voortgezet en nam een groot aantal bekende artiesten de single 5 jaar (en nog lang niet klaar) op.

## Meewerkende artiesten
- Linda, Roos & Jessica
- Gijs Staverman
- Jeroen van Inkel
- Ruud de Wild
- Frans van Deursen
- John Jones
- Manuëla Kemp
- Patty Brard
- Julia Samuel
- Irene Moors
- Esther Duller
- Will Luikinga
- Danny Rook
- Rick Engelkes
- Bert Kuizenga
- Rob van Hulst
- Annemieke Verdoorn
- Mariska Hulscher
- Daphne Deckers
- Leontine Ruiters
- Gerard Joling
- Gordon
- René Froger
- Ruth Jacott
- Bart de Graaff

## Trivia
- De stemmen van Gijs Staverman en Jeroen van Inkel zijn in de clip verwisseld.
- John Jones is in de clip verkleed als Desi Bouterse.
- René Froger, Gerard Joling, Gordon en Ruth Jacott vormen in de clip het orkest.